# Chikkanagalu, Alur
Chikkanagalu là một làng thuộc tehsil Alur, huyện Hassan, bang Karnataka, Ấn Độ.